# Monte Asgard
Il monte Asgard è una montagna appartenente alla Cordigliera Artica, situata nel territorio del Nunavut, Canada. Si presenta formato da due picchi di forma piatta, che sono la sommità di due torri separate. Si trova nell'Auyuittuq National Park, nella penisola di Cumberland sull'isola di Baffin. Il nome del picco è Asgard, come il regno degli dei nella mitologia norrena. Asgard è forse la più famosa delle montagne dell'isola di Baffin.
Il lato nord è stato scalato per la prima volta nel 1953 da J. Weber, J. Marmet, e H. Röthlisberger, degli scienziati svizzeri, guidati dal canadese P. Baird.
Il lato sud è stato scalato per la prima volta nel 1971 da G. Lee, R. Wood, e P. Koch.